# John Barran (2e baronnet)
Pour les articles homonymes, voir John Barran et Barran (homonymie).
John Nicholson Barran (16 août 1872 - 8 juillet 1952) est un homme politique du Parti libéral britannique.

## Biographie
Barran est le fils de John Barran (1844–1886) et le petit-fils de John Barran (1er baronnet). Sa mère est Eliza Henrietta Nicholson, fille d'Edward Nicholson. Il fait ses études à Winchester College et au Trinity College, Cambridge, et succède à son grand-père comme baronnet en 1905.
Il épouse, à Emmanuel Episcopal Church, Boston le 18 novembre 1902, Alice Margarita Parks, fille du révérend Leighton Parks, recteur de l'église Emmanuel. Ils ont trois fils et une fille. Après la mort de sa première femme en 1939, il se remarie en 1946 à Esther Frances Fisher, fille de Francis Marion Bates Fisher.
Son fils aîné, John Leighton Barran (1904–1974) lui succède. Son plus jeune fils, David Barran, est un homme d'affaires de premier plan et est directeur général et président de Shell.
Barran est élu à la Chambre des communes lors d'une élection partielle en mars 1909 en tant que député de Hawick Burghs. Il est réélu à une large majorité en janvier 1910 et sans opposition en décembre 1910. Il est secrétaire parlementaire privé du premier ministre Herbert Henry Asquith de 1910 à 1916. Après la guerre, il tente en vain de revenir au Parlement, se présentant comme candidat libéral pour Kingston upon Hull North West aux élections générales de 1922, 1923 et 1924.
Outre sa carrière politique, il est juge de paix pour le West Riding of Yorkshire.
Barran est décédé en juillet 1952, à l'âge de 79 ans.